# 獅子座13
獅子座13，又名BD+26 1991，HD 83821、SAO 80970、HR 3853，是獅子座的一颗恒星，视星等为6.24，位于銀經203.37，銀緯47.78，其B1900.0坐标为赤經9h 35m 53.3s，赤緯+26° 47.78′ 5″。